# Lecithocera chersitis
Lecithocera chersitis is een vlinder uit de familie van de Lecithoceridae. De wetenschappelijke naam van de soort werd voor het eerst geldig gepubliceerd in 1918 door Meyrick.

## Voorkomen
De soort komt voor in Japan en Noord & Zuid-Korea.